# هيبمونك
هيبمونك (بالإنجليزية: Hipmunk)‏، هي شركة سفر على الإنترنت، موجهة نحو المستهلك، ومقرها في سان فرانسيسكو، كاليفورنيا. قد شارك في تأسيسها كل من قبل آدم غولدشتاين وستيف هوفمان المؤسس المشارك في شركة رديت في عام 2010. وتركز الشركة على تنظيم نتائج البحث عن رحلات السفر. في سبتمبر 2011، تلقت اهتمام كبير من وسائل الاعلام عندما أعلنت قوقل عن خدمة البحث عن الرحلات.

## وصلات خارجية
- موقع الشركة الألكتروني
- تويتر الرسمي

‌